# 27032 Veazey
27032 Veazey este o planetă minoră (asteroid), cu un diametru de 2,104 km, din centura de asteroizi. A fost descoperită pe 15 septembrie 1998 la Stația Anderson Mesa de Lowell Observatory Near-Earth-Object Search. 
Obiectul prezintă o orbită caracterizată de o semiaxă mare de 2,2463698 UAi, o excentricitate de 0,04, o înclinație de 0,81147 ° în raport cu ecliptica.